# Pierre Gervais
Pierre Gervais foi um velejador francês, campeão olímpico em 1900.

## Carreira
Pierre Gervais representou seu país nos Jogos Olímpicos de 1900, na qual conquistou a medalha de ouro na classe 0-0,5 T, e bronze na segunda regata.